# What If...? (phim truyền hình)
What If...? (tạm dịch tiếng Việt: Sẽ ra sao nếu...?) là một bộ phim hoạt hình tuyển tập dài tập của Mỹ do A. C. Bradley tạo ra cho dịch vụ phát trực tuyến Disney+, dựa trên loạt truyện tranh Marvel cùng tên. Đây là loạt phim truyền hình thứ tư trong Vũ trụ Điện ảnh Marvel (MCU) do Marvel Studios sản xuất, và là loạt phim hoạt hình đầu tiên của hãng phim này. Loạt phim khám phá các mốc thời gian thay thế trong đa vũ trụ cho thấy điều gì sẽ xảy ra nếu những khoảnh khắc quan trọng trong các bộ phim MCU xảy ra theo cách khác. Bradley là biên kịch chính cùng Bryan Andrews đạo diễn.
Jeffrey Wright đóng vai Người Quan sát (Watcher), người tường thuật cả loạt phim, cùng với nhiều diễn viên phim MCU thể hiện vai diễn của họ. Marvel Studios đang phát triển loạt phim này cho Disney+ vào cuối năm 2018, với sự tham gia của Bradley và Andrews. Nó được chính thức công bố vào tháng 4 năm 2019. Trưởng bộ phận phát triển hình ảnh của Marvel Studios Ryan Meinerding đã giúp xác định phong cách hoạt hình bóng mờ của loạt phim, được thiết kế để phản ánh các bộ phim và lấy cảm hứng từ các họa sĩ minh họa cổ điển của Mỹ. Hoạt họa cho mùa đầu tiên được cung cấp bởi Blue Spirit, Squeeze, Flying Bark Productions và Stellar Creative Lab, với Stephan Franck là trưởng bộ phận hoạt hình.
Mùa đầu tiên của What If...? được công chiếu vào ngày 11 tháng 8 năm 2021 và phát sóng chín tập cho đến ngày 6 tháng 10. Đây là một phần của Giai đoạn Bốn của MCU. Mùa thứ hai gồm chín tập dự kiến sẽ ra mắt vào năm 2022. Bộ phim đã nhận được những đánh giá tích cực nói chung, với lời khen ngợi về diễn xuất lồng tiếng, hoạt hình, cốt truyện sáng tạo và kịch bản, mặc dù độ dài tập và văn bản nhận được một số lời chỉ trích. Một loạt phim Marvel Zombies, dựa trên một trong những tập What If...?, đang trong quá trình phát triển.

## Tiền đề
Sau khi tạo ra đa vũ trụ trong mùa một của Loki, What If ...? khám phá các dòng thời gian thay thế khác nhau của đa vũ trụ, trong đó những khoảnh khắc quan trọng trong các bộ phim của Vũ trụ Điện ảnh Marvel (MCU) xảy ra khác nhau, theo quan sát của Watcher (Người quan sát). Trong mùa thứ hai, sau sự thành lập của đội Vệ binh Đa vũ trụ (Guardians of the Multiverse), Người quan sát tiếp tục khám phá những thế giới kỳ lạ hơn, gặp gỡ những anh hùng mới và giữ an toàn cho đa vũ trụ.

## Diễn viên và nhân vật
Câu chuyện được kể bởi Jeffrey Wright trong vai Người quan sát (The Watcher), một thành viên của chủng tộc Watcher quan sát đa vũ trụ, với vai trò tương tự như Rod Serling trong The Twilight Zone. Biên kịch chính A.C. Bradley cho biết nhân vật này "vượt trội hơn mọi thứ khác" và so sánh anh ta với một người xem video "chuột pizza", quan sát và không can thiệp vì anh ta "không quan tâm đến việc trở thành bạn với con chuột, sống giữa chuột, hoặc làm những việc của chuột ... Đó là mối quan hệ của Người theo dõi với loài người." Nhà sản xuất điều hành Brad Winderbaum cảm thấy màn trình diễn lồng tiếng của Wright đã truyền cảm hứng về tính nhân văn trong khi giải thích những điều về các tập phim, và Bradley giải thích rằng Wright được chọn vì giọng hát của anh ấy pha trộn giữa sức mạnh, sự lôi cuốn và uy quyền với một "tính cách ấm áp". Wright tiếp cận nhân vật như thể anh ấy sẽ đóng một vai người thật, tìm hiểu càng nhiều càng tốt về Người xem để giọng nói của anh ấy có thể phản ánh "sự hiện diện độc đáo, mạnh mẽ, toàn diện và lịch lãm" của nhân vật. Wright đã chọn giọng Mỹ đương đại thay vì để nhân vật nghe giống như "một số người học Oxford, già, cáu kỉnh trong một tiệm tudor ở đâu đó", và, ngoài việc nghiên cứu sự xuất hiện trong truyện tranh của nhân vật, Wright đã lấy cảm hứng từ giọng điệu, hình ảnh và hoạt hình của bộ truyện khi phát triển giọng nói của nhân vật. Tên truyện tranh "Uatu" không được sử dụng trong bộ truyện vì điều này ngụ ý rằng có nhiều hơn một người đang theo dõi các sự kiện của bộ truyện khi Bradley thay vào đó muốn tập trung vào câu chuyện của "Người quan sát" đang quan sát các nhân vật khác nhau và thực tế và những điều đó ảnh hưởng đến anh ta như thế nào.
Mỗi tập phim có các phiên bản khác nhau của các nhân vật trong các bộ phim MCU, với nhiều diễn viên đảm nhận vai trò của họ trong loạt phim. Hai tập cuối cùng tập hợp các nhân vật từ các tập trước để tạo thành đội "Vệ binh Đa vũ trụ" (Guardians of the Multiverse), bao gồm Benedict Cumberbatch trong vai Supreme Doctor Strange, Hayley Atwell trong vai Peggy Carter / Captain Carter, Lake Bell trong vai Natasha Romanoff / Black Widow, Chadwick Boseman trong vai Star-Lord T'Challa, Michael B. Jordan trong vai Killmonger và Chris Hemsworth trong vai Thor. Các phiên bản mới khác của các nhân vật cũng trở lại trong đêm chung kết bao gồm Ego của Kurt Russell và Peter Quill của Brian T. Delaney từ tập hai, Loki của Tom Hiddleston và Nick Fury của Samuel L. Jackson từ tập ba, Shuri của Ozioma Akagha từ tập sáu, và Arnim Zola của Toby Jones và Ultron của Ross Marquand từ phần tám. Ngoài ra, Cynthia McWilliams và Mick Wingert thể hiện lại các vai trò tương ứng của họ Gamora và Tony Stark / Iron Man từ một tập phim bị cắt từ phần đầu tiên nhưng sẽ được đưa vào phần hai.

## Các tập phim
| Mùa | Mùa | Số tập | Số tập | Phát hành gốc       | Phát hành gốc        |
| Mùa | Mùa | Số tập | Số tập | Phát hành lần đầu   | Phát hành lần cuối   |
| --- | --- | ------ | ------ | ------------------- | -------------------- |
|     | 1   | 9      | 9      | 11 tháng 8 năm 2021 | 6 tháng 10 năm 2021  |
|     | 2   | 9      | 9      | Đầu 2023            | 30 tháng 12 năm 2023 |

### Mùa 1 (2021)
| TT. tổng thể | TT. trong mùa phim | Tiêu đề                                                             | Đạo diễn      | Biên kịch                         | Ngày phát sóng gốc  |
| --- | ------------------ | ------------------------------------------------------------------- | ------------- | --------------------------------- | ------------------- |
| 1 | 1                  | "Sẽ ra sao nếu... Peggy Carter trở thành Avenger đầu tiên?"         | Bryan Andrews | A. C. Bradley                     | 11 tháng 8 năm 2021 |
| Trong Thế chiến hai, Steve Rogers được chọn để trở thành siêu chiến binh đầu tiên trên thế giới, nhưng bị thương bởi một điệp viên Hydra trước khi anh ta có thể nhận được huyết thanh siêu chiến binh, xuất phát từ việc đặc vụ SSR Peggy Carter quyết định ở lại khu thử nghiệm chính. Peggy giết tên gián điệp và thay vào đó nhận được huyết thanh. Cô được tăng cường sức mạnh nhưng bị cấm chiến đấu bởi lãnh đạo SSR John Flynn. Sau khi cô lấy khối Tesseract từ Hydra bằng một chiếc khiên vibranium do nhà phát minh Howard Stark tạo ra, Flynn miễn cưỡng thăng chức cho cô vào vai trò chiến đấu của "Đại úy Carter". Stark sử dụng Tesseract để tạo ra một bộ giáp được vũ khí hóa để Rogers làm phi công với cái tên "Hydra Stomper". Carter và Rogers đánh nhau nhiều trận cho đến khi anh ta mất tích khi đang tấn công một đoàn tàu Hydra. Carter và các đồng minh của cô tìm thấy Rogers khi họ xâm nhập vào một căn cứ của Hydra và thấy Red Skull sử dụng Tesseract để mở một cánh cổng và triệu hồi một sinh vật xuyên không gian, giết chết anh ta. Carter bước vào cổng đóng để buộc sinh vật trở lại. Gần 70 năm sau, khối Tesseract mở ra một cánh cổng khác mà từ đó Carter xuất hiện, gặp Nick Fury và Clint Barton.                                                       |                    |                                                                     |               |                                   |                     |
| 2 | 2                  | "Sẽ ra sao nếu... T'Challa trở thành Star-Lord?"                    | Bryan Andrews | Matthew Chauncey                  | 18 tháng 8 năm 2021 |
| Vào năm 1988, nhóm Ravagers được một Celestial gọi là Ego gửi đến Trái đất để lấy con trai của ông ta là Peter Quill, nhưng lại bắt cóc đứa trẻ T'Challa từ Wakanda. Hai mươi năm sau, T'Challa trở thành lính đánh thuê nổi tiếng khắp thiên hà với biệt danh "Star-Lord" và được thủ lĩnh Ravagers Yondu Udonta thuyết phục rằng Wakanda đã bị tiêu diệt. Nebula tiếp cận Ravagers và đề xuất đánh cắp Embers of Genesis, một hiện vật vũ trụ có khả năng xóa bỏ nạn đói của thiên hà, từ tên trùm thiên hà Taneleer Tivan. Tại trụ sở chính của Tivan trên Knowhere, họ đưa cho hắn ta Viên đá Sức mạnh như một sự phân tâm. Trong khi đó, T'Challa tìm kiếm Embers, nhưng anh tìm thấy một phi thuyền Wakanda đang tìm kiếm anh. Nebula dường như phản bội Ravagers, những người đã bị bắt, nhưng đây là một mưu mẹo khác để lấy được Embers of Genesis. Carina, nô lệ của Tivan đã giải cứu T'Challa và giúp Ravagers đánh bại Tivan. T'Challa tha thứ cho Udonta vì đã nói dối về Wakanda, và họ quay trở lại đó để T'Challa có thể đoàn tụ với gia đình của mình. Ở một nơi khác, Ego tiếp cận Quill, một nhân viên của quán Dairy Queen. |                    |                                                                     |               |                                   |                     |
| 3 | 3                  | "Sẽ ra sao nếu ... Thế giới mất đi những anh hùng vĩ đại nhất?"     | Bryan Andrews | A. C. Bradley và Matthew Chauncey | 25 tháng 8 năm 2021 |
| Trong suốt một tuần, Giám đốc S.H.I.E.L.D. Nick Fury cố gắng chiêu mộ các anh hùng cho Dự án Avengers, nhưng họ đều bị giết một cách bí ẩn: Natasha Romanoff tiêm cho Tony Stark một mũi tiêm gây tử vong bất ngờ, Clint Barton vô tình bắn chết Thor trước khi chết trong sự giam giữ của S.H.I.E.L.D., Bruce Banner / Hulk phát nổ, và Romanoff bị tấn công và bị giết khi đang điều tra các vụ giết người khác. Trước khi cô chết, Romanoff nói với Fury rằng những vụ giết người có liên quan đến "Hope". Người Asgard, dẫn đầu bởi Loki, đến Trái Đất để trả thù cho Thor, nhưng Fury đề xuất một liên minh để bắt kẻ giết người. Fury suy ra rằng Hank Pym là kẻ sát nhân và đã sử dụng công nghệ thu nhỏ của mình để thực hiện các vụ giết người nhằm trả thù cho cái chết của con gái mình, Hope van Dyne, người đã chết trong nhiệm vụ của một đặc vụ S.H.I.E.L.D. Fury và Loki đánh bại Pym, người bị giam giữ ở Asgard. Loki chọn ở lại Trái đất, trở thành người cai trị nó. Fury bắt đầu tập hợp nhiều anh hùng hơn, tìm thấy Steve Rogers bị đóng băng và triệu tập Carol Danvers đến Trái Đất. |                    |                                                                     |               |                                   |                     |
| 4 | 4                  | "Sẽ ra sao nếu ... Bác sĩ Strange mất đi tình yêu thay vì đôi tay?" | Bryan Andrews | A. C. Bradley                     | 1 tháng 9 năm 2021  |
| Sau khi mất bạn gái là bác sĩ Christine Palmer trong một vụ tai nạn ô tô, Bác sĩ Stephen Strange đến Kamar-Taj và học Mystic Arts. Anh phát hiện ra Con mắt Agamotto, thứ có thể thao túng thời gian, nhưng được Cổ Lão Nhân và Wong cảnh báo rằng làm như vậy có thể phá hủy thực tại. Hai năm sau, Strange nhiều lần cố gắng sử dụng Con mắt để cứu Palmer, nhưng cô vẫn chết trong mọi tình huống. Cổ Lão Nhân nói với Strange rằng cái chết của Palmer là một "điểm tuyệt đối" trong dòng thời gian không thể hoàn tác, nhưng Strange từ chối lắng nghe. Sử dụng sức mạnh của Chiều không gian tối, Cổ Lão Nhân chia Strange thành hai phiên bản thay thế: một Strange chấp nhận cái chết của Palmer trong khi bản kia có được sức mạnh bằng cách hấp thụ các sinh vật thần bí, trở thành Strange Supreme. Phiên bản độc ác này áp đảo Strange tốt, hấp thụ anh và sử dụng sức mạnh của mình để hồi sinh Palmer, xé nát thực tại. Strange tối cao cầu xin Watcher giúp đỡ, nhưng anh ta từ chối can thiệp. Palmer tan rã và vũ trụ sụp đổ, để lại Strange Supreme đau buồn một mình. |                    |                                                                     |               |                                   |                     |
| 5 | 5                  | "Sẽ ra sao nếu ...Tận thế Zombies?!"                                | Bryan Andrews | Matthew Chauncey                  | 8 tháng 9 năm 2021  |
| Trong Lượng tử giới, Hank Pym tìm thấy Janet van Dyne, nhưng bà đã lây nhiễm cho ông một loại virus lượng tử. Họ quay trở lại Trái đất và gây ra tận thế thây ma. Hai tuần sau, một nhóm những người sống sót — Bruce Banner, Hope van Dyne, Peter Parker, Bucky Barnes, Okoye, Sharon Carter, Happy Hogan và Kurt — biết được có khả năng chữa khỏi ở Trại Lehigh. Họ mất Hogan, Carter và Hope trước các cuộc tấn công của thây ma trên đường đến đó, nơi họ gặp Vision. Viên đá Tâm trí của anh ấy có thể đảo ngược virus, được minh chứng bởi việc Scott Lang đã được chữa khỏi và đầu của anh ta vẫn còn sống trong một cái lọ, nhưng Wanda Maximoff bị nhiễm bệnh đã miễn nhiễm với thuốc chữa và Vision đã đưa những mảnh của T'Challa cho cô ta. Maximoff thoát ra và giết Kurt, Okoye và Barnes. Vision tự sát để đưa Viên đá Tâm trí cho Parker. Banner biến thành Hulk và hy sinh bản thân để chiến đấu với Maximoff, cho phép những người khác trốn thoát. Để truyền năng lượng của Viên đá ra khắp thế giới, Parker, Lang và T'Challa đi đến Wakanda, nơi Thanos bị nhiễm virus đang đeo chiếc Găng tay Vô cực gần như hoàn chỉnh. |                    |                                                                     |               |                                   |                     |
| 6 | 6                  | "Sẽ ra sao nếu ... Killmonger giải cứu Tony Stark?"                 | Bryan Andrews | Matthew Chauncey                  | 15 tháng 9 năm 2021 |
| Tại Afghanistan, Tony Stark bị phục kích bởi nhóm khủng bố Ten Rings, nhưng được Erik "Killmonger" Stevens cứu. Họ quay trở lại Stark Industries, nơi Killmonger vạch trần sự tham gia của Obadiah Stane trong cuộc phục kích trước khi giúp Stark chế tạo một robot không người lái chiến đấu hình người bằng vibranium. Cần thêm vibranium để tạo ra một đội quân robot không người lái, họ sắp xếp để James Rhodes mua nó từ Ulysses Klaue. Theo kế hoạch của Killmonger, Klaue tiết lộ thông tin về giao dịch cho Wakanda để thu hút T'Challa. Killmonger giết cả T'Challa và Rhodes, dàn dựng như thể họ giết lẫn nhau. Stark đối mặt với Killmonger, nhưng Killmonger giết anh ta và làm cho nó giống như một cuộc tấn công của người Wakanda. Killmonger sau đó giết Klaue và đoàn tụ với người thân của hắn ở Wakanda. Thaddeus Ross cử đội quân robot không người lái tấn công Wakanda, nhưng Killmonger đã giúp người Wakanda đánh bại họ, trở thành Black Panther mới. Khi Hoa Kỳ chuẩn bị một cuộc tấn công khác, em gái của T'Challa là Shuri đến thăm Pepper Potts, người đang nghi ngờ Killmonger, và đề xuất một liên minh để vạch trần sự thật. |                    |                                                                     |               |                                   |                     |
| 7 | 7                  | "Sẽ ra sao nếu ... Thor là con một?"                                | Bryan Andrews | AC Bradley                        | 22 tháng 9 năm 2021 |
| Sau khi đánh bại Những Người khổng lồ Băng, Odin phát hiện ra đứa trẻ sơ sinh bị bỏ rơi Loki và trả nó lại cho Laufey. Nhiều thế kỷ sau, Thor, con trai duy nhất của Odin đã trở thành một hoàng tử huyên náo, thích tiệc tùng. Trong khi Odin ngủ và Frigga đi vắng, Thor du hành đến Trái đất để tổ chức một bữa tiệc lớn với những người ngoài hành tinh từ khắp vũ trụ. Sự xuất hiện của anh ta thu hút sự chú ý của Jane Foster và Darcy Lewis, những người tham gia bữa tiệc. Khi Thor và Foster trở nên thân thiết, quyền giám đốc Maria Hill của S.H.I.E.L.D. triệu tập Carol Danvers để kết thúc sự hủy diệt do trò hề của Thor gây ra. Danvers không thể đánh bại Thor nếu không phát huy hết sức mạnh của mình, vì vậy Lewis và Hill đề nghị cô tham gia cuộc chiến ở một khu vực ít dân cư hơn trong khi Foster liên lạc với Frigga nhờ sự giúp đỡ của Heimdall. Hill đã sẵn sàng cho một cuộc tấn công hạt nhân khi Danvers và Thor bắt đầu chiến đấu một lần nữa, nhưng Frigga liên lạc với họ và nói rằng cô ấy sẽ đến. Thor và những người tham gia bữa tiệc dọn dẹp đống lộn xộn trước khi bà đến. Sau đó, Thor mời Foster đi hẹn hò nhưng bị gián đoạn bởi một đội quân người máy dẫn đầu bởi Ultron, kẻ đang trong cơ thể của Vision và sở hữu tất cả sáu Viên đá Vô cực.          |                    |                                                                     |               |                                   |                     |
| 8 | 8                  | "Sẽ ra sao nếu ... Ultron chiến thắng?"                             | Bryan Andrews | Matthew Chauncey                  | 29 tháng 9 năm 2021 |
| Ultron, đã lấy đi Viên đá Tâm trí và cơ thể vibranium của Vision, đã đánh bại Avengers và phát động một cuộc tàn sát hạt nhân toàn cầu, giết chết hầu hết nhân loại. Khi Thanos xuất hiện trên Trái đất để hoàn thành Găng tay Vô cực, Ultron đã chẻ đôi hắn và lấy phần còn lại của những Viên đá Vô cực, sử dụng chúng để tạo ra một đội quân người máy không người lái khổng lồ mà hắn xóa sổ gần như toàn bộ sự sống trong vũ trụ của mình. Ultron sau đó nghe thấy Watcher, phát hiện ra sự tồn tại của đa vũ trụ, và tấn công Watcher trong đài quan sát đa vũ trụ của ông. Trong khi đó, Clint Barton và Natasha Romanoff sống sót sau các cuộc tấn công của Ultron và tìm thấy bản sao tâm trí của Arnim Zola ở Siberia. Họ tải Zola vào một cơ thể người máy để cố gắng phá hủy tâm trí tổ ong của Ultron, nhưng nó không thành công vì Ultron đã rời khỏi vũ trụ của họ. Barton hy sinh bản thân để cho Romanoff và Zola trốn thoát khỏi đám người máy của Ultron. Ultron chiến đấu với Watcher trên các vũ trụ khác nhau và đánh bại ông. Watcher chạy đến vũ trụ sụp đổ của Strange Supreme để nhờ anh ta giúp đỡ trong khi Ultron lên kế hoạch chinh phục đa vũ trụ. |                    |                                                                     |               |                                   |                     |
| 9 | 9                  | "Sẽ ra sao nếu ... The Watcher phá vỡ lời thề?"                     | Bryan Andrews | AC Bradley                        | 6 tháng 10 năm 2021 |
| The Watcher tuyển dụng Strange Supreme, Captain Carter, Star-Lord T'Challa, "Party" Thor, Black Panther Killmonger, và một phiên bản của Gamora, người đã giết Thanos từ vũ trụ tương ứng của họ để chiến đấu với Ultron, gọi họ là " Vệ binh Đa vũ trụ". Họ đối đầu với Ultron trong một vũ trụ không có sự sống, nơi Strange triệu hồi một đám zombie, bị Ultron áp đảo. Trong vũ trụ quê hương của Ultron, các Guardians chạm trán với Natasha Romanoff. Với sự giúp đỡ của Carter, Romanoff bắn Ultron bằng một mũi tên chứa tâm trí của Arnim Zola. Zola tiêu diệt Ultron từ bên trong và kiểm soát cơ thể của anh ta, trong khi Killmonger phản bội các Vệ binh và cố gắng giành lấy các Viên đá Vô cực của Ultron cho chính mình. Khi Zola và Killmonger tranh giành các Viên đá, Strange và Watcher phong ấn chúng trong một không gian bỏ túi có vòng lặp thời gian, được Strange đồng ý để trông chừng. The Watcher đưa Strange, Carter, T'Challa, Gamora và Thor về vũ trụ tương ứng của họ. Romanoff từ chối quay trở lại vũ trụ của cô ấy, vì vậy ông đưa cô ấy đến một vũ trụ mà các ứng cử viên Dự án Avengers đã bị ám sát, nơi cô ấy giúp sức đánh bại Loki. Trong cảnh mid-credit, Carter và Romanoff trong vũ trụ của cô ấy phát hiện ra bộ giáp Hydra Stomper có ai đó bên trong. |                    |                                                                     |               |                                   |                     |

### Mùa 2 (2023)
| TT. tổng thể | TT. trong mùa phim | Tiêu đề                                                          | Đạo diễn      | Biên kịch | Ngày phát sóng gốc |
| --- | ------------------ | ---------------------------------------------------------------- | ------------- | --------- | ------------------ |
| 10 | 1                  | "Sẽ ra sao nếu ... Đội trưởng Carter đụng độ với Hydra Stomper?" | Bryan Andrews | TBA       | 2023               |
| Peggy Carter / Captain Carter tin rằng tình yêu của cuộc đời cô, Steve Rogers, đã chết từ lâu cho đến khi anh được phát hiện còn sống với tư cách là kẻ phản diện Hydra Stomper. |                    |                                                                  |               |           |                    |

## Sản xuất

### Phát triển
Vào tháng 9 năm 2018, Marvel Studios đang phát triển một số loạt phim cho dịch vụ phát trực tuyến của công ty mẹ Disney , Disney + ; Chủ tịch Marvel Studios Kevin Feige được thiết lập để đảm nhận "vai trò thực hành" trong quá trình phát triển của mỗi loạt phim,  tập trung vào việc "xử lý" các diễn viên sẽ đảm nhiệm vai trò của họ từ các bộ phim thuộc Vũ trụ Điện ảnh Marvel (MCU) .  Một trong số này là loạt phim hoạt hình cho Disney + dựa trên truyện tranh Marvel , What If ...? . Loạt tuyển tập, sẽ được sản xuất bởi Feige, sẽ khám phá MCU sẽ bị thay đổi như thế nào nếu một số sự kiện nhất định xảy ra theo cách khác, chẳng hạn như nếu Lokisử dụng chiếc búa Mjolnir của Thor . Hy vọng là có các diễn viên đóng vai các nhân vật trong các bộ phim MCU cũng lồng tiếng cho họ trong bộ truyện.  AC Bradley được giám đốc điều hành Marvel Studios Jonathan Schwartz đề nghị làm biên kịch chính cho loạt phim sau khi không thành công trong việc mời làm biên kịch cho Captain Marvel (2019).  Bradley đã háo hức viết một bộ phim Marvel vì tình yêu của cô ấy với nhượng quyền thương mại và cảm thấy Điều gì sẽ xảy ra nếu ...? là cơ hội của cô để tạo ra nhiều câu chuyện Marvel.  Cô ấy tham gia dự án vào tháng 10 năm 2018, sau khi Marvel Studios ấn tượng rằng một số ý tưởng quảng cáo của cô ấy cho loạt phim phù hợp với những ý tưởng mà họ đang lên kế hoạch cho phim.  Bryan Andrews , người từng là họa sĩ phân cảnh cho nhiều phân cảnh hành động chính từ các bộ phim MCU,  đã gặp Brad Winderbaum — giám đốc điều hành Marvel Studios phụ trách loạt phim — về đạo diễn loạt phim sớm nhất là vào năm 2018.  Bradley và Andrews chính thức được công bố trong vai trò của họ vào tháng 8 năm 2019.
Vào tháng 4 năm 2019, Disney và Marvel chính thức công bố loạt phim.  Marvel Studios đã thảo luận về việc chuyển thể What If ...? truyện tranh trong quá khứ, nhưng quyết định không làm như vậy cho đến khi Infinity Saga kết thúc để họ có đủ cốt truyện để tạo ra các lựa chọn thay thế. Làm cho loạt phim hoạt hình cho phép hãng phim khám phá tất cả những ý tưởng này một cách "không giới hạn".  Winderbaum cho biết không phải ngẫu nhiên mà loạt phim được phát hành ngay sau phần cuối của phần đầu tiên của Loki , phần giới thiệu đa vũ trụ, kể từ What If ...?khám phá các khía cạnh của đa vũ trụ theo cách mà Winderbaum tin rằng đã làm cho loạt phim quan trọng như bất kỳ tài sản MCU nào khác;  Bradley xác nhận rằng tất cả các tập của loạt phim đều là điển hình cho đa vũ trụ MCU,  với hầu hết các tập diễn ra trong vũ trụ của riêng chúng.  Kể từ khi công việc bắt đầu về What If ...? trước sự phát triển của Loki và Doctor Strange trong Đa vũ trụ của Madness (2022), Bradley không chắc những dự án đó sẽ khám phá và giải thích phiên bản MCU của đa vũ trụ như thế nào. Cô ấy chọn tập trung vào các khả năng trong các dòng thời gian thay thế của đa vũ trụ, mà cô ấy mô tả là "người lấy mẫu các loại sôcôla", và để lại các yếu tố nhưCơ quan phương sai thời gian được giải thích bởi các dự án khác. Feige và Winderbaum đã thông báo cho các đội sáng tạo của Loki và Đa vũ trụ của Madness về những gì đang xảy ra trong What If ...? khi công việc bắt đầu.  Nhóm sáng tạo của What If ...? đã gặp gỡ các nhà sản xuất điều hành của Loki , Stephen Broussard và Kevin Wright cũng như đồng điều hành sản xuất WandaVision (2021) Mary Livanos để thiết lập một "cuốn sách quy tắc" liên quan đến đa vũ trụ, các mốc thời gian nhánh của nó và các sự kiện mối quan hệ.
Các nhà sản xuất điều hành cho loạt phim bao gồm Winderbaum, Feige, Louis D'Esposito , Victoria Alonso , Andrews và Bradley, với sự sản xuất của Carrie Wassenaar.  Vào tháng 12 năm 2019, Feige tiết lộ rằng phần đầu tiên sẽ bao gồm 10 tập và công việc đó đã bắt đầu ở phần thứ hai gồm 10 tập.  Tuy nhiên, vì sự chậm trễ trong sản xuất do đại dịch COVID-19 gây ra, tập thứ mười của phần đầu tiên đã không được hoàn thành kịp thời và chuyển sang phần thứ hai; mùa thứ hai cũng được giảm xuống còn chín tập. Các tập phim có thời lượng khoảng 30 phút.

### Viết kịch bản
Feige giải thích với thông báo của loạt phim rằng sẽ mất "những khoảnh khắc quan trọng" từ khắp MCU và thay đổi chúng. Ví dụ, tập đầu tiên có cảnh Peggy Carter uống Super Soldier Serum thay vì Steve Rogers. Winderbaum cảm thấy thật "lành mạnh một cách sáng tạo" khi nghĩ về What If ...? như một thế giới song song của riêng nó "sống và thở theo những điều kiện của riêng nó" và không cần phải chuyển thể chính xác từ MCU chính hoặc truyện tranh.  Ông nói thêm rằng việc làm trong khái niệm đa vũ trụ đã được giải phóng vì loạt phim này có thể có rủi ro hoặc cơ hội lớn hơn mà các dự án MCU khác không có được khi họ lo lắng về việc kết nối với các tài sản trong tương lai. Alonso cho biết loạt phim là cơ hội để giới thiệu sự đa dạng hơn cho MCU và tận dụng hơn 6.000 nhân vật mà Marvel Studios có quyền tiếp cận.  Các nhà biên kịch ban đầu không chắc liệu họ có thể sử dụng Người Nhện trong loạt phim hay không do Sony Pictures sở hữu bản quyền phim người thật đóng của nhân vật này, nhưng cuối cùng họ đã được phép.  Các nhân vật Marvel Comics chưa xuất hiện trong MCU không được giới thiệu trong truyện, nhưng các nhà biên kịch đã cân nhắc việc tạo ra các nhân vật mới nếu nó giúp ích cho câu chuyện.
Trước khi xem xét các kịch bản "điều gì xảy ra nếu" cho loạt phim, các nhà biên kịch đã kiểm tra tất cả các anh hùng MCU để xác định "điều gì khiến họ đánh dấu".  Họ muốn đảm bảo rằng có tiềm năng câu chuyện ngoài việc xúi giục thay đổi "điều gì xảy ra nếu" của mỗi tập,  để họ có thể sử dụng các kịch bản khác nhau để khám phá "người hùng đằng sau chiếc khiên".  Bradley mô tả sự cân bằng của loạt phim giữa việc kiểm tra nhân vật và hành động là " Die Hard (1988) gặp Wes Anderson ".  30 tập phim tiềm năng được hình thành và viết bởi Bradley, Andrews, Winderbaum, biên tập câu chuyện Matthew Chauncey, giám đốc điều hành cấp dưới Simona Paparelli, và điều phối viên kịch bản Ryan Little.truyện tranh cung cấp nguồn cảm hứng cho các điểm câu chuyện tiềm năng,  cũng như dấu ấn truyện tranh Ultimate Marvel (kể những câu chuyện thay thế cho vũ trụ Marvel chính ) vì nó là một ví dụ về một vũ trụ thay thế được thực hiện đầy đủ.  Bradley lần đầu tiên tạo ra các kịch bản đơn giản vì lo lắng về kinh phí của loạt phim nhưng bị Marvel cho là "dở hơi".  Feige đã chọn các khái niệm yêu thích của mình từ 30 lựa chọn, sau đó được thu hẹp xuống còn 10 tập cho mùa đầu tiên. Sau khi mỗi tập được đồn đại không chính xác là tập trung vào một bộ phim từ Infinity Saga, Bradley giải thích rằng nhiều bộ phim và nhân vật sẽ được thể hiện trong mỗi tập và hầu hết các nhân vật trong tất cả các bộ phim sẽ xuất hiện trong suốt mùa giải.  Winderbaum hy vọng các tập phim sẽ khiến người xem tò mò muốn xem lại những bộ phim gốc mà họ đã thay đổi, giống như cách đọc truyện tranh What If có thể khiến người đọc quay trở lại câu chuyện truyện tranh gốc.
Mỗi tập và cốt truyện thay thế của nó được Watcher giới thiệu và kết luận, thể hiện rằng nó là "một câu chuyện cảnh giác theo tinh thần của The Twilight Zone ". Tông màu của tập phim khác nhau, với một số tập tối hơn hoặc nhạt hơn so với các phim MCU mà họ phát. Ví dụ: một tập là phim kinh dị chính trị,  tập xoay quanh Stephen Strange là một "câu chuyện tình yêu bi thảm ... đen tối", và một tập khác cho phép Bradley "giả vờ" và lấy cảm hứng từ những bộ phim cô rất thích khi lớn lên như Can't Hardly Wait (1998) và phim National Lampoon. What If...? cũng có một tập phim kinh dị, một vụ trộm và một vụ giết người bí ẩn. Nhiều bộ phim khác nhau đóng vai trò là tấm nền cho mỗi tập, chẳng hạn như các phần tiếp theo của thập niên 1940 và phim chiến tranh cho tập Peggy Carter. Một số khái niệm của nhà văn bị bác bỏ vì chúng trùng khớp với ý tưởng câu chuyện mà Marvel đã lên kế hoạch sử dụng, chẳng hạn như Giáo sư Hulk, Steve Rogers lớn tuổi hơn và Pepper Potts trong bộ đồ Giải cứu , tất cả đều xuất hiện trong Avengers: Endgame ( 2019);  Loki trở thành một anh hùng như trong Loki ; Jane Foster trở thành Thor, vốn đã được lên kế hoạch cho Thor: Love and Thunder (2022); và một tập là "một nửa âm mưu [đã được lên kế hoạch]" của Guardians of the Galaxy Vol. 3 (năm 2023). Các đoạn giới thiệu không được sử dụng khác bao gồm một tập mà Người Nhện biến thành một con nhện thực sự được coi là "quá đen tối và quá kinh dị về cơ thể" đối với xếp hạng PG-13 / TV-14 mục tiêu của Marvel; một tập phim hấp dẫn của Công viên kỷ Jura (1993) có các Avengers là khủng long trong thời tiền sử;  và sự giao thoa với các nhân vật trong Chiến tranh giữa các vì sao như Luke Skywalker .
Mặc dù định dạng tuyển tập của loạt phim, các nhà biên kịch đã hình thành một thiết bị câu chuyện cho phần đầu tiên cho phép họ có một số kết nối giữa các tập;  điều này bắt đầu được tiết lộ trong tập thứ tám của mùa trước đêm chung kết ở phần chín. Ngoài ra, sau khi Người theo dõi bắt đầu mùa giải ở xa và xuất hiện trong nền, anh ta trở nên rõ ràng hơn khi mùa giải diễn ra. Bradley đã ví nhân vật này với khán giả, vì "khi anh ấy chịu đựng [các anh hùng] chiến thắng và bi kịch của họ, anh ấy cũng trở nên đầu tư hơn về mặt cảm xúc, và do đó ngày càng trở thành một phần của thế giới của họ và muốn trở thành một phần của thế giới của họ hơn mặc dù anh ấy biết mình không nên làm vậy". Mỗi tập phim cũng kết thúc với một khúc quanh hoặc câu hỏi có khả năng được giải quyết trong tập tiếp theo, tương tự như các cảnh hậu tín dụng của các bộ phim MCU , mặc dù những phần cuối này cũng liên quan đến phần cuối của phần kết của What If ...? truyện tranh không phải lúc nào cũng được giải quyết.  Bradley gọi những kết thúc này là "vui vẻ" đồng thời phân biệt chúng với những đoạn giới thiệu sau tín dụng mà cô coi là "một lời hứa". Nhiều kết thúc cho các tập của mùa đầu tiên được giải quyết trong tập cuối cùng của mùa. Về tông màu đen tối và điểm cốt truyện bi thảm của phần đầu tiên, Bradley giải thích rằng có thể làm nổi bật những điều sẽ không bao giờ xảy ra trong MCU người thật, chẳng hạn như giết chết các anh hùng, là "phần giải phóng nhất" của loạt phim, và rằng một số tập phim đã kết thúc trong bi kịch vì những lý do gắn liền với kế hoạch tổng thể của mùa đầu tiên.
Khi các nhà biên kịch đang phát triển kịch bản, họ nhận ra rằng Đại úy Carter sẽ "nổi lên và trở nên quan trọng hơn" cùng với Watcher, và quyết định xem lại câu chuyện của cô ấy trong mỗi phần trong tương lai. Bradley được yêu cầu chỉ khám phá các khái niệm "điều gì xảy ra nếu" cho các câu chuyện MCU hiện có, vì vậy các nhân vật của Giai đoạn Bốn sẽ không xuất hiện cho đến phần thứ hai. Một số trong số 30 concept ban đầu không được chọn cho phần đầu tiên cũng sẽ xuất hiện trong các phần sau.

### Tuyển diễn viên và lồng tiếng

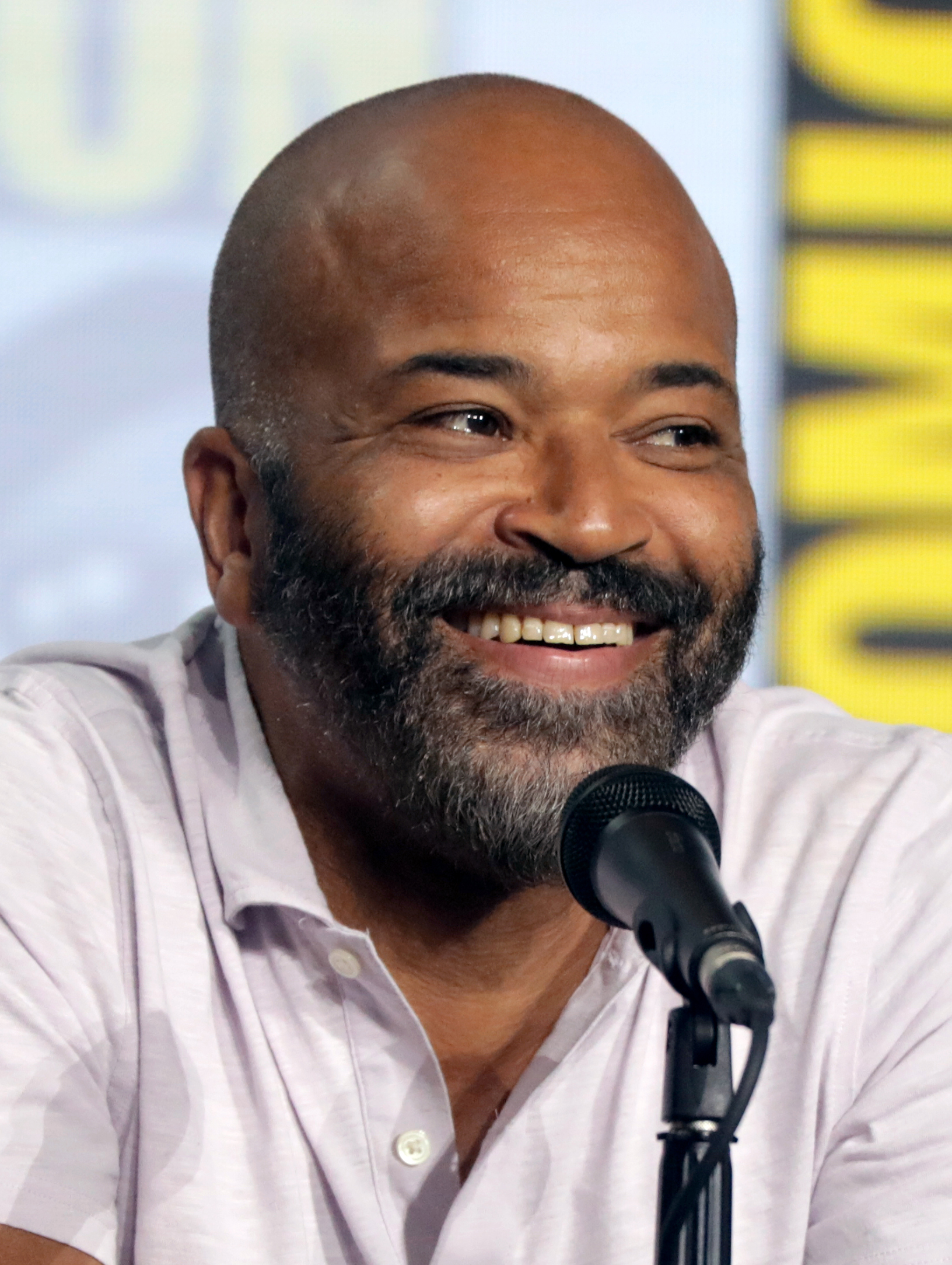
Jeffrey Wright đóng vai The Watcher, người tường thuật từng tập của What If ...?.

Kế hoạch của Marvel cho loạt phim là để các diễn viên đóng vai các nhân vật trong các bộ phim MCU đóng lại vai của họ trong What If ...?, với hơn 50 người làm như vậy. Feige tiết lộ một nửa số diễn viên này tại San Diego Comic-Con vào tháng 7 năm 2019: Michael B. Jordan trong vai Erik "Killmonger" Stevens, Sebastian Stan trong vai James "Bucky" Barnes, Josh Brolin trong vai Thanos, Mark Ruffalo trong vai Bruce Banner / Hulk, Tom Hiddleston trong vai Loki, Samuel L. Jackson trong vai Nick Fury, Chris Hemsworth trong vai Thor, Hayley Atwell trong vai Peggy Carter / Captain Carter, Chadwick Boseman trong vai Star-Lord T'Challa, Karen Gillan trong vai Nebula, Jeremy Renner trong vai Clint Barton, Paul Rudd trong vai Scott Lang, Michael Douglas trong vai Hank Pym / Yellowjacket, Neal McDonough trong vai Dum Dum Dugan, Dominic Cooper trong vai Howard Stark, Sean Gunn trong vai Kraglin Obfonteri, Natalie Portman trong vai Jane Foster, David Dastmalchian trong vai Kurt, Stanley Tucci trong vai Abraham Erskine, Taika Waititi trong vai Korg, Toby Jones trong vai Arnim Zola, Djimon Hounsou trong vai Korath the Pursuer, Jeff Goldblum trong vai Grandmaster, Michael Rooker trong vai Yondu Udonta, và Chris Sullivan trong vai Taserface. Feige cũng thông báo rằng Jeffrey Wright đã được chọn vào vai Người quan sát, người kể lại bộ truyện. Boseman là một trong những diễn viên đầu tiên đồng ý xuất hiện trong loạt phim.
Quá trình ghi âm giọng nói cho loạt phim bắt đầu vào tháng 8 năm 2019 và tiếp tục vào đầu năm 2020, diễn ra từ xa khi công việc tại chỗ tại khu Walt Disney Studios bị đình chỉ trong đại dịch COVID-19. Wright đã thực hiện một số ghi âm trong một phòng thu âm tạm thời tại nhà của anh ấy. Vào tháng 1 năm 2021, Frank Grillo tiết lộ rằng anh đã làm việc trong loạt phim, với vai diễn Brock Rumlow. Việc ghi âm giọng nói bổ sung đã được lên kế hoạch cho tháng Hai. Đến tháng 7, Seth Green được tiết lộ sẽ đóng lại vai Howard the Duck, tương tự, Andy Serkis trong vai Ulysses Klaue.
Trước buổi công chiếu của loạt phim, các diễn viên khác đã được tiết lộ sẽ đóng lại vai trò của họ trong loạt phim, bao gồm Angela Bassett trong vai Ramonda, Benedict Cumberbatch trong vai Bác sĩ Stephen Strange và Supreme Strange,  Benedict Wong trong vai Wong, Benicio del Toro trong vai Taneleer Tivan / The Collector, Bradley Whitford trong vai John Flynn, Carrie Coon trong vai Proxima Midnight, Clancy Brown trong vai Surtur, Clark Gregg trong vai Phil Coulson, Cobie Smulders trong vai Maria Hill, Danai Gurira trong vai Okoye, Don Cheadle trong vai James Rhodes, Emily VanCamp trong vai Sharon Carter, Evangeline Lilly trong vai Hope van Dyne , Georges St-Pierre trong vai Georges Batroc , Jaimie Alexander trong vai Sif, John Kani trong vai T'Chaka, Jon Favreau trong vai Harold "Happy" Hogan / Zombie Happy, Kat Dennings trong vai Darcy Lewis, Kurt Russell trong vai Ego, Leslie Bibb trong vai Christine Everhart, Ophelia Lovibond trong vai Carina, Paul Bettany trong vai Vision và JARVIS, Rachel House trong vai Topaz, Rachel McAdams trong vai Christine Palmer, Tilda Swinton trong vai Ancient One, và Tom Vaughan-Lawlor trong vai Ebony Maw .
Vào tháng 7 năm 2021, Variety đưa tin rằng một số nhân vật, chẳng hạn như Tony Stark, Steve Rogers và Carol Danvers, sẽ được lồng tiếng bởi các diễn viên khác với những người đã thể hiện họ trong các bộ phim MCU. Winderbaum cho rằng một số thay thế là do xung đột lịch trình với các diễn viên ban đầu, và giải thích rằng các nhà quảng cáo không muốn loạt phim được "xác định bởi các diễn viên mà chúng tôi nghĩ rằng chúng tôi có thể nhận được". Khi tuyển diễn viên thay thế, họ tìm cách ưu tiên diễn xuất cho loạt phim này hơn một diễn viên có giọng giống với phim gốc. Anh ấy cảm thấy việc khám phá đa vũ trụ của loạt phim mang lại "sự biện minh cho các diễn viên khác nhau". Dave Bautista, người thể hiện Drax trong các bộ phim, cho biết rằng anh ta không được Marvel yêu cầu tham gia vào bộ truyện, mặc dù đã bao gồm nhân vật. Winderbaum bày tỏ sự ngạc nhiên trước tuyên bố của Bautista, cho rằng có một số thông tin sai lệch tại một số thời điểm khi tất cả các diễn viên MCU được yêu cầu thông qua đại lý của họ hoặc trực tiếp tham gia vào loạt phim. Josh Keaton lồng tiếng cho Skinny Steve Rogers / Hydra Stomper và Steve Rogers; Ross Marquand lồng tiếng cho Johann Schmidt / Red Skull và Ultron; Fred Tatasciore lồng tiếng cho Drax, Corvus Glaive, và Volstagg; Brian T. Delaney lồng tiếng cho Peter Quill; Lake Bell lồng tiếng cho Natasha Romanoff / Black Widow; Mick Wingert lồng tiếng cho Tony Stark / Iron Man; Stephanie Panisello lồng tiếng cho Betty Ross; Mike McGill lồng tiếng cho Thaddeus Ross; Alexandra Daniels lồng tiếng cho Carol Danvers / Captain Marvel; Hudson Thames lồng tiếng cho Peter Parker / Người Nhện; Kiff VandenHeuvel lồng tiếng cho Obadiah Stane; Beth Hoyt lồng tiếng cho Pepper Potts; Ozioma Akagha lồng tiếng cho Shuri; Josette Eales lồng tiếng cho Frigga; David Chen lồng tiếng cho Hogun; Max Mittelman lồng tiếng cho Fandral; và Cynthia McWilliams lồng tiếng cho Gamora.

### Hoạt ảnh
Stephan Franck đóng vai trò là người đứng đầu hoạt hình của loạt phim,  có phong cách hoạt hình bóng mờ với các nhân vật giống nhân vật dựa trên các diễn viên trong phim.  Ryan Meinerding, người đứng đầu bộ phận phát triển hình ảnh tại Marvel Studios, đã phát triển phong cách hoạt hình cho loạt phim cùng với Andrews. Họ cân nhắc sử dụng các phong cách khác nhau cho mỗi tập,  hoặc dựa trên cái nhìn về nghệ thuật truyện tranh của Jack Kirby hoặc Steve Ditko , trước khi chuyển sang một phong cách duy nhất lấy cảm hứng từ các họa sĩ minh họa cổ điển của Mỹ như J.C. Leyendecker, Norman Rockwell, Tom Lovell và Mead Schaeffer. Andrews cảm thấy điều này dẫn đến một "kiểu anh hùng, siêu hiện thực hóa, siêu lý tưởng hóa, tạo cảm giác mang tính biểu tượng" trong khi không bị "thúc ép hoặc hoạt hình", trong khi Meinerding cảm thấy đây là một cách tiếp cận độc đáo để chuyển thể các siêu anh hùng điện ảnh thành hoạt hình đã tận dụng sự cách điệu của phương tiện này mà không làm mất đi cảm giác chân thực, "hoành tráng và mạnh mẽ" của phim. Disney's Lady and the Tramp (1955) cũng là một tác phẩm có ảnh hưởng do không có "tác phẩm khắc nghiệt" và vì họ cảm thấy nó được "vẽ đẹp". Hoạt hình 2D truyền thống từng được xem xét, nhưng đã bị bỏ rơi khi Marvel không tìm được hãng phim nào có thể đảm đương những công việc cần thiết. Thay vào đó, hoạt ảnh là "2.5D", với các mô hình 3D được kết xuất với ánh sáng 2D để trông giống như các bản vẽ phẳng.
Alonso cho biết phương tiện hoạt hình cho phép Marvel Studios hợp tác với các công ty mới trên khắp thế giới. Blue Spirit đã làm việc trên hai trong số các tập của mùa đầu tiên, với hoạt ảnh xử lý Squeeze trong bốn tập, Flying Bark Productions làm việc trên bốn tập, và Stellar Creative Lab làm việc trên một. Bradley cho biết Marvel đang "cố gắng sử dụng bảng màu, ánh sáng [và] thiết kế nhân vật để kể câu chuyện nhiều nhất có thể" giống như cách họ làm trong phim người thật đóng, điều chỉnh máy ảnh và màu sắc bảng màu giữa mỗi tập. Nhà thiết kế sản xuất Paul Lasaine và nhóm của anh ấy đã vẽ tất cả nền cho loạt phim, dựa trên những khung hình của bộ phim cũng như nghệ thuật ý tưởng và thiết lập kế hoạch từ những sản phẩm đó. Thảo luận về sự phóng đại rõ ràng của hành động và khả năng trong loạt phim, Franck cho biết họ đang cố gắng phù hợp với những gì được thấy trong phim, nhưng "mọi phương tiện đều có chất thơ riêng và cách đọc khác nhau, và có một mức độ trừu tượng và cường điệu vốn có đối với hoạt hình". Andrews tận hưởng cơ hội kết hợp kiến thức của mình về hoạt hình với MCU, tin rằng có "sự bối rối về sự giàu có" trong cách kể chuyện mà họ có thể đạt được. Graham Fisher và Joel Fisher chỉnh sửa bộ truyện, bắt đầu từ giai đoạn phân cảnh.

### Âm nhạc
Vào tháng 10 năm 2020, Laura Karpman được thiết lập để sáng tác nhạc cho bộ truyện,  mà cô gọi là "sân chơi của các nhà soạn nhạc hoàn hảo" vì cô có thể tham khảo các điểm số MCU hiện có nhưng cũng sai lệch so với chúng. Karpman và các nhà sản xuất đã lấy cảm hứng từ cách tiếp cận của Alan Silvestri đối với điểm số của Avengers: Endgame về cách kết hợp âm nhạc hiện có từ các bộ phim MCU khác nhau. Cô giải thích rằng Silvestri đã đan xen âm nhạc của mình vào các chủ đề của nhà soạn nhạc khác và nói chung chỉ đề cập đến các yếu tố khác với âm nhạc hiện có, vì vậy cách tiếp cận của cô đối với bộ truyện trở thành "chạm vào [các chủ đề hiện có], rồi tiếp tục". Karpman đã có quyền truy cập vào bản nhạc và bản ghi của các điểm MCU trước đó nhưng cũng điều chỉnh một số yếu tố bằng tai. Đối với mỗi tập, cô ấy xem xét cách câu chuyện phù hợp với MCU, cách nó lệch khỏi MCU và bản thân câu chuyện yêu cầu gì về mặt âm nhạc.
Khi viết chủ đề chính của bộ truyện, Karpman biết rằng đoạn mở đầu sẽ có hình ảnh của những mảnh kính vỡ. Cô ghi lại âm thanh của thủy tinh vỡ và điều khiển nó để tạo ra hiệu ứng âm thanh được thêm vào chủ đề. Giai điệu chính được chơi trên kèn Pháp, trong đó Karpman hát trên nền nhạc như một tham chiếu đến điểm số khoa học viễn tưởng những năm 1960 có sự góp mặt của các ca sĩ nữ. Các album nhạc phim cho mỗi tập của What If ...?, với bản nhạc của Karpman, được phát hành kỹ thuật số bởi Marvel Music và Hollywood Records. Album của tập đầu tiên được phát hành vào ngày 13 tháng 8, với các album tiếp theo được phát hành ngay sau tập tương ứng.

## Tiếp thị
Các cảnh trong tập đầu tiên của loạt phim đã được chiếu trong D23 2019,  với các cảnh của loạt phim cũng được đưa vào Mở rộng Vũ trụ , một chương trình đặc biệt của Marvel Studios đã ra mắt trên Disney + vào ngày 12 tháng 11  Đoạn giới thiệu đầu tiên được phát hành vào Tháng 12 năm 2020. Dựa trên đoạn giới thiệu, James Whitbrook của io9 cảm thấy loạt phim này "trông rất tuyệt " .  Chris Evangelista tại / Film cũng nghĩ rằng nó trông "khá tuyệt" và cảm thấy What If ...? là một "cái cớ tốt để về cơ bản làm nổ tung MCU như chúng ta biết và kể những câu chuyện hoàn toàn mới, kỳ quặc mà sẽ không bao giờ có được phim truyện của riêng họ". Viết cho Polygon , Petrana Radulovic cảm thấy đoạn giới thiệu cho thấy "toàn bộ khả năng [tường thuật]".  Một cái nhìn mở rộng về tập đầu tiên của loạt phim đã được trình chiếu trong hội thảo Women In Animation tại Liên hoan Phim Hoạt hình Quốc tế Annecy vào tháng 6 năm 2021.  Cũng trong tháng, Hyundai Motor Company hợp tác với Marvel Studios để tiếp thị chiến dịch quảng bá Hyundai Tucson cùng với What If ...? , WandaVision , The Falcon and the Winter Soldier , và Loki. Quảng cáo được sản xuất bởi Marvel và nhằm kể một câu chuyện "trong thế giới" được đặt trong câu chuyện của bộ truyện.  Điều gì xảy ra nếu ...? quảng cáo được phát hành vào tháng 8 năm 2021, trong đó có cảnh Party Thor lái chiếc Hyundai Tucson tham gia trận chiến chống lại các robot của Ultron với Captain Carter, Star-Lord T'Challa và Doctor Strange Supreme. Adam Bentz tại Screen Rant cảm thấy chiến dịch "Hỏi mọi thứ" của Hyundai là sự kết hợp hoàn hảo cho What If ...? và khái niệm của nó, và thêm nội dung của quảng cáo có khả năng không phải là một đoạn giới thiệu cho loạt phim, vì các quảng cáo cho loạt phim MCU khác không tương quan với các cốt truyện thực tế. Barney Goldberg, giám đốc sáng tạo điều hành của Innocean, cơ quan sáng tạo làm việc với Hyundai, lưu ý rằng có "sự phối hợp đáng kinh ngạc" để quảng cáo được phát hành vào thời điểm thích hợp, để chúng có liên quan và không quá muộn, trong khi không làm hỏng các khía cạnh của bộ truyện.
Một đoạn giới thiệu và áp phích chính thức cho phần đầu tiên đã được phát hành vào ngày 8 tháng 7 năm 2021. Nick Romano của Entertainment Weekly cảm thấy rằng họ đã cung cấp thông tin chi tiết hơn về những câu chuyện "giả như" khác nhau mà bộ truyện sẽ khám phá và cho biết đây sẽ là "một bộ phim đáng xem "cùng với các bộ phim MCU khám phá đa vũ trụ như Spider-Man: No Way Home (2021) và Doctor Strange in the Multiverse of Madness. Chaim Gartenberg tại The Verge gọi đoạn giới thiệu là "cái nhìn đẹp nhất" trong loạt phim. Viết cho Screen Rant, Rachel Labonte cho biết đoạn trailer là một "chuyến đi hoang dã" và có cảm giác như "hầu hết mọi nhân vật MCU có thể tưởng tượng đều được lướt qua trong ít nhất vài giây ... rõ ràng là có rất nhiều câu chuyện thú vị phía trước".  Vanessa Armstrong của / Film cho biết cô không phải là fan của hoạt hình, nhưng sau khi xem đoạn giới thiệu, cô tin rằng What If ...? sẽ "chuyển đổi rất nhiều người [như cô ấy], những người có sức đề kháng" với phương tiện này. Armstrong "rất hào hứng khi thấy những thực tế khác nhau này diễn ra như thế nào" và ghi nhận lượng nội dung và câu hỏi ấn tượng được đặt ra trong đoạn giới thiệu.  Ba tập của loạt phim Marvel Studios: Legends được phát hành vào ngày 4 tháng 8, khám phá Peggy Carter,, và Ravagers sử dụng cảnh quay từ các lần xuất hiện trong MCU của họ.
Vào tháng 1 năm 2021, Marvel đã công bố chương trình "Marvel Must Haves" của họ, trong đó tiết lộ đồ chơi, trò chơi, sách, quần áo mới, đồ trang trí nhà và các hàng hóa khác liên quan đến mỗi tập của What If ...? sau khi phát hành một tập. Vào tháng 7, Funko Pops, Lego, và các nhân vật Marvel Legends dựa trên bộ truyện đã được tiết lộ. Hàng hóa "Must Haves" cho các tập phim bắt đầu vào ngày 13 tháng 8 năm 2021.

## Phát hành
What If ...? ra mắt trên Disney + vào ngày 11 tháng 8 năm 2021; mùa đầu tiên bao gồm chín tập được phát hành hàng tuần cho đến ngày 6 tháng 10.  Nó là một phần của Giai đoạn Bốn của MCU. Phần thứ hai cũng sẽ bao gồm chín tập, và dự kiến phát hành vào năm 2022. Winderbaum cho biết họ có ý định phát hành mùa mới của What If ...? hàng năm.

## Đón nhận

### Phản hồi quan trọng
Trang web tổng hợp đánh giá Rotten Tomatoes báo cáo đánh giá phê duyệt 93% với điểm trung bình là 7,40 / 10, dựa trên 78 bài phê bình cho mùa đầu tiên. Sự đồng thuận quan trọng của trang web có nội dung: " What If ...? Metacritic, sử dụng mức trung bình có trọng số, đã ấn định phần đầu tiên số điểm 69/100 dựa trên 15 nhà phê bình, cho thấy "các bài đánh giá thường có lợi".
Liz Shannon Miller tại Collider, xem lại ba tập đầu tiên, cảm thấy loạt phim đã đáp ứng được lời hứa chiếu "những vòng quay hoàn toàn mới mẻ nhưng quen thuộc" trên MCU. Về hình ảnh động, mặc dù Miller đôi khi cảm thấy nó "thiếu chiều sâu" và mong muốn các phong cách khác nhau được sử dụng để phù hợp với từng câu chuyện được kể, các phân đoạn hành động "được thực hiện đẹp mắt, với một chút bổ sung của truyện tranh để nâng cao tính thực tế của chương trình, nâng cao tính thẩm mỹ toàn bộ". Đối với Miller, trong khi một số diễn viên lồng tiếng trở lại không thể nắm bắt được "bản chất của nhân vật của họ" cũng như những người khác, chỉ cần họ trở lại đã nâng cao bộ phim, đồng thời khen ngợi các diễn viên mới lồng tiếng cho các nhân vật đã thành danh và lưu ý rằng Wright đã một vai diễn "hoàn hảo" trong vai Người xem."Đôi khi, thực sự là giấc mơ của những người hâm mộ MCU, mặc dù một khi bạn đã vượt qua khám phá ban đầu của mỗi đoạn ngắn "What If ...?", đôi khi thật khó để tiếp tục đầu tư". Cho ba tập đầu tiên 3,5 trên 5 sao,  Alan Sepinwall của Rolling Stone cho biết loạt phim này "không đồng đều theo cách hầu như bất kỳ loạt phim tuyển tập nào. Thật thú vị đơn giản vì mức độ kiểm soát chất lượng ở Marvel ngày nay khá cao. ... và bởi vì một số ý tưởng vốn đã hấp dẫn hoặc được sử dụng để điều chỉnh một cách khéo léo những gì chúng ta biết từ các bộ phim. Nhưng không phải phần nào cũng phát huy hết tiềm năng dường như vô hạn của tiêu đề."  Trong bài đánh giá của anh ấy về ba tập đầu tiên, Tyler Hersko từ IndieWire cảm thấy loạt phim là một "nghịch lý" vì nó vừa là " tựa phim hay nhất của Vũ trụ điện ảnh Marvel" vừa là "phần MCU đầu tiên trong nhiều năm không cảm thấy gánh nặng vì cần phải tỉ mỉ phù hợp với quy tắc của nhượng quyền thương mại hay nói thẳng ra là trêu chọc tương lai trả góp ". Anh ấy gọi đây là "một luồng không khí trong lành", với What If ...? "cung cấp [ing] cho người hâm mộ chính xác những gì họ muốn trong khi vẫn có một vài điều bất ngờ", trình bày nhiều tài liệu tham khảo và câu chuyện cười trong vũ trụ cho những người hâm mộ lâu năm, trong khi vẫn tạo ra những câu chuyện độc lập có thể thu hút tất cả người xem. Hersko gọi hoạt hình là "một niềm vui tuyệt đối khi chứng kiến chuyển động", và cho các tập phim là "B+".
Angie Han của The Hollywood Reporter tin rằng "đối với một loạt phim lấy bối cảnh là sự rộng lớn vô tận của đa vũ trụ, Điều gì sẽ xảy ra nếu ...? Là mơ ước nhỏ bé một cách kinh khủng", với một số khái niệm "điều gì sẽ xảy ra nếu" không hấp dẫn bằng những khái niệm khác. Cô ấy nói thêm rằng Wright đã cho mỗi tập phim "tăng lực hấp dẫn", nhưng lưu ý rằng hoạt hình đôi khi rất khó xử, với một số cảnh tiếp cận thung lũng kỳ lạ và một số diễn viên trở lại đã trình diễn giọng nói "rô bốt" mà không có sức hút như buổi trực tiếp của họ- chân dung hành động. Cô ấy kết luận, "Tuy nhiên, hãy dám hy vọng nhiều hơn là những trò giải trí hời hợt, và Whai If...? có xu hướng gây thất vọng ... Có thể các tập phim trong tương lai sẽ làm tốt hơn việc cân bằng các khái niệm lớn với thời lượng nửa giờ chạy hoặc phần đó đang được xây dựng theo một số thiết kế đẹp hơn. Nếu đúng như vậy, What If...? đang dành thời gian ngọt ngào để thể hiện những gì nó có thể làm." Etan Anderson của /Film đã gọi kết quả của ba tập đầu tiên là "hỗn hợp" với "một số thiếu sót rõ ràng", chẳng hạn như hoạt ảnh "khó hiểu" khi không chiếu các phân cảnh hành động, lồng tiếng của một số ngôi sao trở lại và thời lượng quay ngắn. không cho phép đủ thời gian để người xem "hoàn toàn nhập tâm" với những phiên bản nhân vật mới này. Anderson nói thêm rằng một số hài hước đã phải vật lộn và cảm thấy "khó xử" và tin rằng "những người sáng tạo dường như đang cố gắng quá nhiều để giữ bí mật của bộ truyện thay vì sắp ra mắt về những khúc quanh thú vị bên trong". Ông kết luận rằng đây có vẻ là loạt phim Marvel Studios đầu tiên có thể không phải là "cần xem" và có thể là "một trận chiến khó khăn"trở thành "một bản hòa âm thỏa mãn". Sau khi phát hành phần đầu tiên, Adam B.Vary của Variety cho biết phần này là "một thử nghiệm hấp dẫn đối với Marvel Studios", với "những cuộc phiêu lưu mờ ảo ... [mà] cũng chìm vào bóng tối thực sự".

### Giải thưởng
| Award                             | Date of ceremony    | Category                                                            | Recipient(s) | Result    | Ref(s) |
| --------------------------------- | ------------------- | ------------------------------------------------------------------- | --- | --------- | ------ |
| Annie Awards                      | 12 tháng 3 năm 2022 | Best Editorial – TV/Media                                           | Joel Fisher, Graham Fisher, Sharia Davis, Basuki Juwono and Adam Spieckerman (for "What If... Ultron Won?")                                                                              | Đoạt giải | [ 2 ]  |
| Critics' Choice Television Awards | 13 tháng 3 năm 2022 | Best Animated Series                                                | What If...? | Đoạt giải | [ 3 ]  |
| Golden Reel Awards                | 13 tháng 3 năm 2022 | Outstanding Achievement in Sound Editing – Non-Theatrical Animation | Mac Smith, Bill Rudolph, Alyssa Nevarez, Cheryl Nardi, Anele Onyekwere, Tom Kramer, John Roesch and Shelley Roden (for "What If... Doctor Strange Lost His Heart Instead of His Hands?") | Đề cử     | [ 4 ]  |

## Phim tài liệu đặc biệt
Vào tháng 2 năm 2021, loạt phim tài liệu Marvel Studios: Assembled được công bố. Điều đặc biệt trong loạt phim này, Assembled: The Making of What If ...?, là hậu trường của quá trình thực hiện series và được phát hành trên Disney+ vào ngày 27 tháng 10 năm 2021.

## Tương lai

### Marvel Zombies
Vào tháng 11 năm 2021, một loạt phim hoạt hình Marvel Zombies đã được công bố, với Andrews trở lại đạo diễn và Zeb Wells đảm nhận vai trò biên kịch chính, tập trung vào "một thế hệ anh hùng mới" chiến đấu với zombie. Nó là phần tiếp theo của thực tế được giới thiệu lần đầu tiên trong tập thứ năm của bộ truyện, đó là "nhìn [các] vũ trụ đó bằng một lăng kính khác".

### Những dự án tiềm năng
Winderbaum cho biết có khả năng các nhân vật biến thể trong bộ truyện xuất hiện trong live-action, giống như các khái niệm "điều gì sẽ xảy ra nếu" từ Marvel Comics cuối cùng đã được đưa vào truyện tranh chính liên tục. Andrews và Hayley Atwell đều bày tỏ sự quan tâm đến một bộ phim người thật đóng vai chính sau này là Captain Carter, mặc dù Atwell muốn đội ngũ sáng tạo phù hợp có thể "mở đường cho [Carter] thâm nhập vào ý thức văn hóa của ngày nay và trở thành nữ anh hùng thời hiện đại của thời đại chúng ta". Một loạt phim phụ tập trung vào Star-Lord T'Challa đã được phát triển nhưng nó bị bỏ lại trong tình trạng "lấp lửng" sau cái chết của Boseman.